# Змиоркоподобни (надразред)
Змиоркоподобните или Тарпоподобни (Elopomorpha) са надразред животни от клас Лъчеперки (Actinopterygii).
Включват 5 съвременни разреда риби. Отличават се от останалите костни риби по характерната лептоцефална форма на своите ларви.

## Разреди
Надразред Elopomorpha – Змиоркоподобни, Тарпоподобни
- Разред Albuliformes – Албулообразни
- Разред Anguilliformes – Змиоркоподобни
- Разред Elopiformes – Тарпоподобни
- Разред Notacanthiformes
- Разред Saccopharyngiformes – Торбоусти